# François Abeli Muhoya Mutchapa

Wappen von François Abeli Muhoya Mutchapa

François Abeli Muhoya Mutchapa (* 9. Februar 1974 in Kindu) ist ein kongolesischer Geistlicher und römisch-katholischer Bischof von Kindu.

## Leben
François Abeli Muhoya Mutchapa besuchte von 1987 bis 1991 das Petit Séminaire Notre-Dame des Apôtres in Kindu und absolvierte anschließend ein Theologisches Propädeutikum im Bistum Kasongo. Muhoya Mutchapa studierte von 1992 bis 1995 Philosophie am Grand Séminaire Mgr. Cleire in Kasongo und von 1999 bis 2000 Katholische Theologie am Grand Séminaire de Murhesa Saint Pie X in Bukavu. Er empfing am 6. Januar 2002 das Sakrament der Priesterweihe für das Bistum Kindu.
Nach der Priesterweihe war François Abeli Muhoya Mutchapa als Pfarrvikar in den Pfarreien Saint-Esprit (2002–2006) und Bienheureuse Anuarite (2006–2012) in Kindu tätig. Zudem war er von 2002 bis 2008 Diözesancaritasdirektor des Bistums Kindu und Ausbilder am Petit Séminaire Notre-Dame des Apôtres sowie von 2009 bis 2012 Mitglied der diözesanen Kommission für finanzielle Angelegenheiten. 2013 wurde Muhoya Mutchapa für weiterführende Studien nach Rom entsandt, wo er an der Päpstlichen Universität Gregoriana ein Lizenziat im Fach Kirchengeschichte erwarb und 2020 in diesem Fach promoviert wurde. Daneben war er ab 2016 als Seelsorger in den Pfarreien Santa Maria und San Mauro im Bistum Tivoli tätig.
Am 18. November 2020 ernannte ihn Papst Franziskus zum Bischof von Kindu. Der Apostolische Nuntius in der Demokratischen Republik Kongo, Erzbischof Ettore Balestrero, spendete ihm am 6. Februar 2021 im Makuta-Stadion in Kindu die Bischofsweihe; Mitkonsekratoren waren der Erzbischof von Bukavu, François-Xavier Maroy Rusengo, und der Bischof von Goma, Willy Ngumbi Ngengele MAfr.